# Піхтуліно
Піхту́ліно (рос. Пихтулино, чув. Питтукасси) — присілок у складі Чебоксарського району Чувашії, Росія. Входить до складу Сіньяльського сільського поселення.
Населення — 332 особи (2010; 274 у 2002).
Національний склад:
- чуваші — 96 %